# Oscilación de Madden y Julian

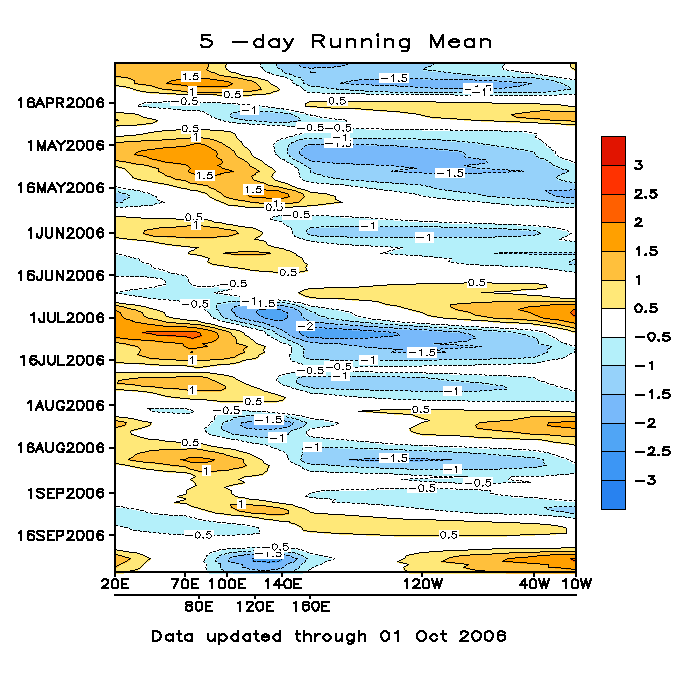
Diagrama de Hovmöller de los 5 días de radiación saliente de onda larga que muestran la Oscilación de Madden y Julian. El tiempo aumenta de arriba abajo en la figura, por lo que los contornos que están orientados desde la parte superior izquierda a la inferior derecha representan el movimiento de oeste a este.

La oscilación de Madden y Julian (MJO, por sus siglas en idioma inglés) es una oscilación intraestacional de los patrones de precipitación tropical (latitudes bajas), que pasa por un ciclo identificado, con un período de 60 a 90 días.
Fue descubierta en 1971 por Roland Madden y Paul Julian, del American National Center for Atmospheric Research (NCAR). Se trata de un acoplamiento a gran escala entre la circulación atmosférica y la convección profunda tropical. A diferencia de un patrón como el de El Niño (ENOS), la oscilación Madden-Julian es un patrón de desplazamiento que se propaga hacia el este a aproximadamente 4 a 8 m/s (14 a 29 km/h), a través de la atmósfera, sobre las partes cálidas de los océanos Índico y Pacífico. Este patrón de circulación general se manifiesta en forma de lluvia anómala.
La oscilación Madden-Julian se caracteriza por una progresión hacia el este de grandes regiones de lluvia tropical aumentada junto con zonas de lluvia suprimida, observada principalmente en el Océano Índico y el Pacífico. La lluvia anómala generalmente aparece en el Océano Índico occidental, y sigue siendo evidente a medida que se propaga en las cálidas aguas de los océanos del Pacífico tropical occidental y central. Este patrón de lluvia tropical generalmente se vuelve insignificante a medida que se desplaza sobre las aguas oceánicas más frías del Pacífico oriental (excepto en la región de aguas más cálidas frente a la costa oeste de América Central), pero ocasionalmente reaparece a una amplitud baja sobre el Atlántico tropical y se refuerza sobre el océano Índico. La fase húmeda de la convección y la precipitación incrementadas va seguida de una fase seca donde se suprime la actividad de las tormentas. Cada ciclo dura aproximadamente de 30 a 60 días. Debido a este patrón, la oscilación Madden-Julian también se conoce como oscilación de 30 a 60 días, onda de 30 a 60 días u oscilación intraestacional.

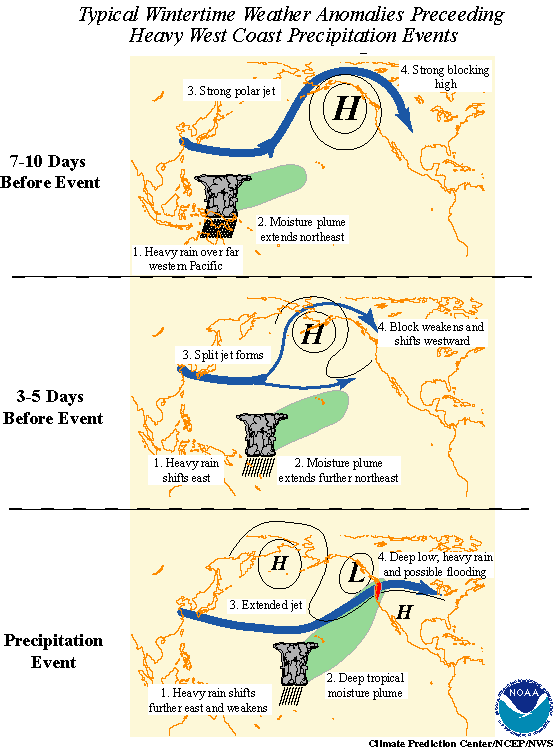
Expreso piña en los patrones del tiempo de Norteamérica. El patrón de lluvias que se forma en el norte del océano Pacífico cambia en tres pasos: 7 a 10 días antes, las lluvias intensas se desplazan desde el océano Índico al Pacífico occidental; 3 a 5 días antes, las lluvias se extienden hacia el nordeste atravesando las islas Hawái, de ahí el nombre de 'expreso piña'; por último, la corriente en chorro que atraviesa el Atlántico norte incide directamente sobre las costas norte de Canadá, provocando intensas lluvias.

## Efectos locales

### Conexión con el monzón
Durante la temporada de verano del hemisferio norte, los efectos relacionados con la OMJ en el monzón de verano de la India y África Occidental están bien documentados. También se producen efectos relacionados con la OMJ en el monzón de verano de América del Norte, aunque son relativamente más débiles. Los impactos relacionados con la OMJ en los patrones de precipitación de verano en esta región están fuertemente vinculados a los ajustes meridionales (es decir, de norte a sur) del patrón de precipitación en el Pacífico oriental tropical. También está presente una fuerte relación entre el modo principal de variabilidad intraestacional del Sistema de Monzones de América del Norte, la OMJ y los puntos de origen de los ciclones tropicales.
Cinco a diez días antes de un fortalecimiento de las precipitaciones relacionadas con la OMJ en el sur de Asia se produce un período de calentamiento de la temperatura de la superficie del mar. Se ha atribuido a la oscilación Madden-Julian una interrupción en el monzón asiático, normalmente durante el mes de julio, después de que su fase de lluvias aumentadas se desplace hacia el este de la región, en dirección al océano Pacífico tropical abierto.

### Influencia en la ciclogénesis tropical
Los ciclones tropicales ocurren a lo largo de la estación cálida boreal (típicamente de mayo a noviembre) en las cuencas del Pacífico norte y del Atlántico norte, pero cualquier año dado tiene períodos de actividad aumentada o suprimida dentro de la temporada. La evidencia sugiere que la oscilación Madden-Julian modula esta actividad (especialmente para las tormentas más fuertes) al proporcionar un entorno a gran escala que es favorable (o desfavorable) para el desarrollo. El movimiento descendente relacionado con OMJ no es favorable para el desarrollo de tormentas tropicales. Sin embargo, el movimiento ascendente relacionado con la OMJ es un patrón favorable para la formación de tormentas eléctricas en los trópicos, que es bastante favorable para el desarrollo de tormentas tropicales. A medida que la OMJ avanza hacia el este, la región favorecida para la actividad de los ciclones tropicales también se desplaza hacia el este desde el Pacífico occidental al Pacífico oriental y, finalmente, a la cuenca del Atlántico.
Sin embargo, existe una relación inversa entre la actividad de los ciclones tropicales en la cuenca del Pacífico noroccidental occidental y la cuenca del Atlántico norte. Cuando una cuenca está activa, la otra está normalmente tranquila y viceversa. La razón principal de esto parece ser la fase de la MJO, que normalmente se encuentra en modos opuestos entre las dos cuencas en un momento dado. Si bien esta relación parece sólida, la OMJ es uno de los muchos factores que contribuyen al desarrollo de los ciclones tropicales. Por ejemplo, las temperaturas de la superficie del mar deben ser lo suficientemente cálida y la cizalladura vertical del viento debe ser lo suficientemente débil para que se formen y persistan las perturbaciones tropicales. Sin embargo, la OMJ también influye en estas condiciones que facilitan o suprimen la formación de ciclones tropicales. El MJO es monitoreado rutinariamente por el Centro Nacional de Huracanes de los EE. UU. Y el Centro de Predicción del Clima de los EE. UU. durante la temporada de huracanes (ciclones tropicales) en el Atlántico para ayudar a anticipar los períodos de actividad relativa o inactividad.